# Suuriluhta
Suuriluhta är en ö i Finland. Den ligger i sjön Jänkynjärvi och i kommunerna Villmanstrand och Luumäki och landskapet Södra Karelen, i den södra delen av landet, 180 km nordost om huvudstaden Helsingfors. Öns area är 3,5 hektar och dess största längd är 0,5 kilometer i sydväst-nordöstlig riktning.